# Halvor Persson
Halvor Persson, född 11 mars 1966, är en norsk tidigare backhoppare och nuvarande idrottsledare. Han representerade Bærum Skiklubb.

## Karriär
Halvor Persson debuterade internationellt i en världscupdeltävling i normalbacken i Big Thunder Ski Jumping Center i Thunder Bay i Kanada 8 december 1984. Han blev nummer åtta och bäste norrman i sin första internationella tävling. Han blev även nummer åtta i världscupsdeltävlingen i stora backen i Thunder Bay dagen efter. Andreas Felder från Österrike vann båda tävlingarna. Persson startade i sin första tysk-österrikiska backhopparvecka i Schattenbergbacken i Oberstdorf i dåvarande Västtyskland 30 december 1984. Han blev som bäst nummer 41 sammanlagt i backhopparveckan, säsongen 1989/1990. I världscupen blev han som bäst nummer 17 totalt, säsongen 1984/1985. Halvor Persson kom på prispallen i en världscupsdeltävling en gång under karriären, då han blev tvåa, endast 0,2 poäng efter landsmannen Roger Ruud, i normalbacken i Trampolino Italia i Cortina d'Ampezzo 8 januari 1985.
Halvor Persson deltog i Skid-VM 1985 i Seefeld in Tirol i Österrike. Han hoppade i lagtävlingen i det norska laget som blev nummer sju av tretton deltagande lag. Tävlingen vanns av Finland före Österrike och Östtyskland.
Persson vann en silvermedalj (efter suveräne guldvinnaren Per Bergerud) i normalbacken under norska mästerskapen i Bardu 1985. Han vann en bronsmedalj (efter Jon Inge Kjørum och Magne Johansen) i normalbacken i Vikersund 1989. 
Halvor Persson hoppade i sin sista världscuptävling i Raufoss 17 mars 1990 och deltog i sitt sista norska mästerskap i Rognan 1991, där han vann en silvermedalj i laghoppningen tillsammans med laget från Akershus. Sedan avslutade han sin aktiva idrottskarriär.

## Senare karriär
Halvor Persson har efter avslutad aktiv backhoppningskarriär varit verksam som ledare och tränare vid Norsk Toppidrettsgymnas (Lillehammerhopp).